# Sieniawa Lubuska
Sieniawa Lubuska – stacja kolejowa w Sieniawie w województwie lubuskim, w Polsce. Obecnie (2011) używana tylko do załadunku urobku z pobliskiej kopalni węgla brunatnego.

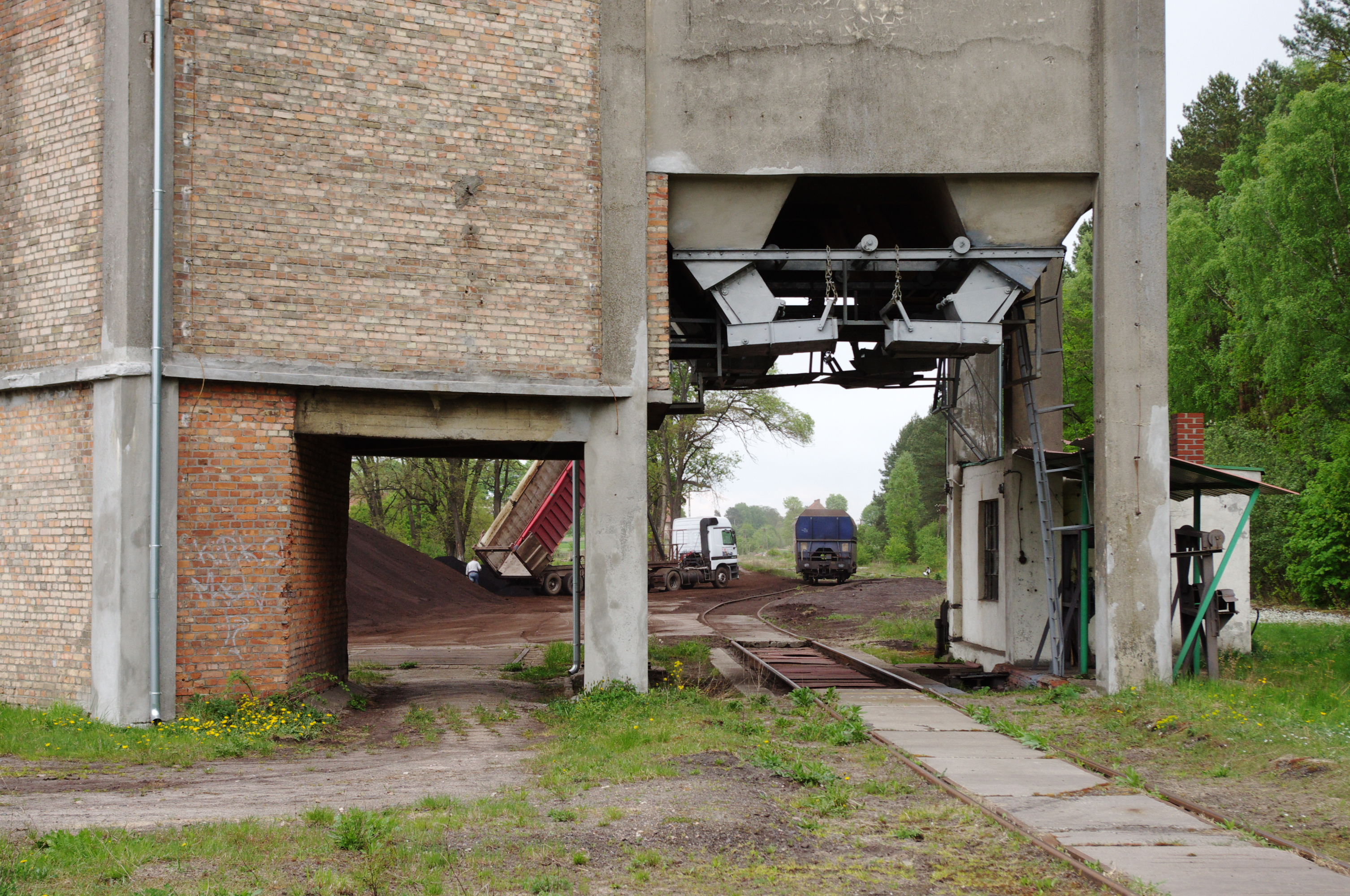
Infrastruktura do załadunku węgla na wagony